# Ramón Fernández Durán
Ramón Fernández Durán (Sevilla, 1947-Madrid, 10 de mayo de 2011) fue un ingeniero y urbanista español, conocido sobre todo por ser un activista y autor en temas de ecologismo social. Estuvo más de 30 años vinculado al activismo social y fue un referente del movimiento antiglobalización. En 1998 fue uno de los impulsores y miembro fundador de la confederación estatal de Ecologistas en Acción.

## Activismo
Ramón Fernández Durán se destacó en la lucha contra la OTAN, contra la Unión Europea (Movimiento contra la Europa de Maastricht), contra la economía financiera y el papel de los combustibles fósiles en el capitalismo.
Colaboró con el Transnational Institute y el International Forum on Globalization.

## Faceta académica
Fue profesor colaborador de los siguientes centros universitarios: Universidad Carlos III de Madrid, Universidad Comillas, Facultad de Geografía de la Universidad de Barcelona, Universidad Internacional de Andalucía en La Rábida y el INAP, entre otras.

## Obras
- En la espiral de la energía (Dos tomos: Historia de la humanidad desde el papel de la energía (pero no solo) y Colapso del capitalismo global y civilizatorio), obra póstuma completada por Luis González Reyes. Libros en Acción, 2014. Disponible completo en línea
- La Quiebra del Capitalismo Global: 2000-2030. Preparándonos para el comienzo del colapso de la Civilización Industrial. Virus Editorial / Libros en Acción / Baladre, 2011. Extracto del primer capítulo
- El crepúsculo de la era trágica del petróleo: Pico del oro negro y colapso financiero (y ecológico) mundial. Editorial Virus / Ecologistas en Acción, 2008.
- El Antropoceno. La expansión del capitalismo global choca con la Biosfera. Virus Editorial / Libros en Acción, 2011.
- Cancún, tras Copenhague, final de un falso camino que nos han hecho recorrer. Fin del Cambio Climático como vía para “Salvar todos juntos el Planeta". 2010.
- El Estado y la conflictividad políticosocial en el siglo XX. Claves para entender la crisis del siglo XXI. Virus Editorial / Libros en Acción, 2010.
- Tercera Piel, Sociedad de la Imagen y conquista del alma. Virus Editorial / Libros en Acción / Baladre, 2010
- Claves del ecologismo social (coautor). Libros en Acción - Ecologistas en Acción, 2009.
- Un Planeta de Metrópolis (en crisis): Explosión urbana y del transporte motorizado, gracias al petróleo. Baladre / Zambra / Ecologistas en Acción / CGT, 2008.
- El Tsunami urbanizador español y mundial. Editorial Virus, 2006.
- La compleja construcción de la Europa superpotencia. Editorial Virus, Barcelona, 2005.
- Capitalismo (financiero) global y guerra permanente. Editorial Virus, Barcelona, 2003.
- Situación Diferencial de los Recursos Naturales en España (coautor). Fundación César Manrique (colección Economía vs Naturaleza), 2002.
- Capitalismo Global, Resistencias Sociales y Estrategias del Poder (coautor). Editorial Virus, Barcelona, 2001.
- ¿Qué Crisis? Transformaciones de la Sociedad del Trabajo (coautor). Editorial Gakoak, San Sebastián, 1997.
- Contra la Europa del Capital y la Globalización Económica. Editorial Talasa, Madrid, 1996
- Desarrollo, Pobreza y Medio Ambiente (coautor). Editorial Talasa, Madrid, 1995.
- La Explosión del Desorden. La Metrópoli como Espacio de la Crisis Global. Editorial Fundamentos, Madrid, 1993.
- La Crisis Social de la Ciudad (coautor). Alfoz, Madrid, 1987
- El Movimiento Alternativo en la RFA. El Caso de Berlín. Editorial La Idea, Madrid, 1985. Reedición: Encrucijadas, 2016.
- Transporte, Espacio y Capital. Editorial Nuestra Cultura, Madrid, 1980.